# Eo biển Lombok
Eo biển Lombok (tiếng Indonesia: Selat Lombok) là một eo biển nối Biển Bali tới Ấn Độ Dương, nằm giữa các đảo Bali và Lombok ở Indonesia. Quần đảo Gili nằm ở phía bên Lombok.
Điểm hẹp nhất của nó là ở phần mở phía nam, có chiều rộng chỉ có 18 km, nhưng tại điểm mở phía bắc là 40 km. Tổng chiều dài khoảng 60 km. Bởi vì nó sâu 250 m - sâu hơn nhiều so với eo biển Malacca - tàu nước sâu phải đi qua Malacca (cái gọi là tàu "hậu Malaccamax") thường sử dụng eo biển Lombok, thay cho Malacca.